# Palazzo delle arti (Paternò)
Il palazzo delle arti è un edificio storico di Paternò, in provincia di Catania, di proprietà comunale e sede di un museo che ospita vari eventi, rassegne d'arte moderna e conferenze. Fondato in epoca sveva come monastero della Chiesa di Santa Maria della Valle di Josaphat, è stato, in periodi diversi, sede dell'Ospedale Santissimo Salvatore e di un istituto tecnico commerciale.

## Storia
L'immobile sorse nel 1123 come monastero benedettino dell'Ordine di Santa Maria di Valle Josaphat, annesso all'omonima chiesa, fondata nel 1092 dalla contessa Adelasia del Vasto. Il monastero era sede di una grangia, ovvero un centro dove si raccoglievano le derrate provenienti dai cospicui possedimenti del monastero per essere poi ridistribuite agli altri conventi dell'Ordine o inviati in Terra santa, dove l'ordine militare della Valle di Josaphat si trovava impegnato nelle Crociate.
Dal 1197, l'abbazia benedettina paternese divenne suffraganea del Monastero di Santa Maddalena di Messina. Prosperò per quasi quattro secoli, finché non andò in declino, e nel 1445, a seguito di bolla emanata dal papa Eugenio IV,venne aggregata al Monastero di San Nicolò l'Arena di Catania, confermata da una successiva bolla del 2 luglio 1457 di papa Callisto III. Da quel momento la grangia di Santa Maria della Valle di Josaphat, cessò di esistere come autonomo centro di vita monastica e le sue vicende seguivano quelle del monastero di San Nicolò l'Arena, dove pure venne trasferito l'antico fondo archivistico.
I locali del convento, nei secoli successivi, furono restaurati e ampliati con l'aggiunta di un nuovo corpo di fabbrica. Nel 1866, in attuazione delle leggi eversive promulgate dallo Stato italiano, con R.D. n. 3036 il monastero benedettino fu soppresso, e l'edificio fu convertito in ospedale, a cui fu data la denominazione di "Ospedale Santissimo Salvatore". Il fabbricato comprendeva 35 stanze, in parte a piano terreno con magazzini e cantine, in parte al primo piano, un chiostro con cisterna e stalla, una chiesa a navata unica.
L'ex monastero benedettino dell'Ordine di Josaphat fu sede dell'Ospedale Santissimo Salvatore fino al 1966, quando fu trasferito in un nuovo complesso edilizio edificato nella zona dell'Acquagrassa. Dal 1971 al 1977, i locali dell'edificio ospitarono un istituto tecnico commerciale intitolato a Gioacchino Russo, la cui sede fu poi trasferita in un nuovo edificio all'Annunziata.
Abbandonato nei decenni successivi, lo stabile, di proprietà del Comune di Paternò è stato recuperato e ristrutturato, e nel 2011, in occasione di una mostra culturale organizzata dall'Ente, tenutasi all'interno dei suoi locali, è stato inaugurato e denominato Palazzo delle arti.

## Descrizione e ubicazione
L'antica sede dell'ospedale Santissimo Salvatore, oggi "palazzo delle Arti", è situato nel quartiere della Gancia, a ridosso della collina storica.
Elevato su due livelli, il palazzo, la cui porta d'ingresso si trova nel lato adiacente alla chiesa normanna di Santa Maria di Josaphat, ha struttura rettangolare e due facciate.
L'edificio ha una semplice decorazione esterna in stile eclettico, che deriva dalla ristrutturazione dell'antico edificio barocco avvenuta nella seconda metà dell'Ottocento, a sua volta sorto sui resti dell'antico monastero costruito in età medievale.